# Nanosesarma minutum
Nanosesarma minutum är en kräftdjursart som först beskrevs av De Man 1887.  Nanosesarma minutum ingår i släktet Nanosesarma och familjen Sesarmidae. Inga underarter finns listade i Catalogue of Life.